# Haddenham, Cambridgeshire
Haddenham är en civil parish i Storbritannien.   Den ligger i distriktet East Cambridgeshire i grevskapet Cambridgeshire i riksdelen England, i den sydöstra delen av landet, 90 km norr om huvudstaden London.